# Всё хорошо, прекрасная маркиза
«Всё хорошо, прекрасная маркиза» — переведённая на русский язык французская песня «Всё хорошо, госпожа маркиза» (фр. «Tout va très bien, Madame la Marquise», 1935). Автором оригинального текста и музыки является композитор Поль Мизраки в соавторстве с Шарлем Паскье и Анри Аллюмом. Аранжировка была выполнена джазменом Рэем Вентурой. В 1936 году режиссёр Анри Вульшлегер снял одноимённый фильм.
В 1935 году в СССР песню перевёл поэт Александр Безыменский (по другим данным — Анатолий Френкель). Песня вошла в репертуар известного эстрадного артиста Леонида Утёсова, который исполнял её в дуэте с дочерью — Эдит — и в сопровождении своего джаз-оркестра. В своих воспоминаниях Утёсов писал, что во время подготовки концертной программы «Песни моей Родины» он получил письмо от Безыменского, в котором тот предлагал перевод понравившейся ему французской песни. Несмотря на то, что песня выпадала из общей программы, Утёсов включил её в свой репертуар.
Выражение «всё хорошо, прекрасная маркиза» используется, как иллюстрация отрицания в отчаянной ситуации и неуклюжей попытки скрыть реальное состояние дел.
Существует ряд переводов этой песни на иностранные языки, в частности:
- на иврит (первое исполнение 1958 год, автор перевода — Дан Альмагор);
- на немецкий (2010, автор перевода — Хайнрих Пфандль);
- на итальянский[4].

## Сюжет
По сюжету песни, маркиза, находящаяся в отъезде, звонит в своё поместье, чтобы узнать о состоянии дел. Сначала ей сообщают, что никаких проблем нет, кроме «пустяка» — погибшей лошади, «но в остальном, прекрасная маркиза, — всё хорошо, всё хорошо». В ходе разговора с другими слугами маркиза узнаёт, что непосредственной причиной смерти лошади стал пожар в конюшне, которая, в свою очередь, сгорела вместе с поместьем. Главной же причиной стало самоубийство мужа маркизы, узнавшего о своём разорении: застрелившись, он уронил горящие свечи, и из-за возникшего пожара и сгорело имение. Песня завершается словами: «А в остальном, прекрасная маркиза, всё хорошо, всё хорошо!».

## История
Песня «Всё хорошо, прекрасная маркиза» была написана в 1935 году французским композитором Полем Мизраки. Название, сюжет и рефрен: «А в остальном, госпожа маркиза, всё хорошо, всё хорошо» он позаимствовал из французского скетча, сочинённого в 1931 году комиками Шарлем Паскье и Анри Аллюмом. Аналогичный сюжет встречается и в других, более ранних произведениях. Например, в балладах «Вестник» (1837) австрийского поэта Анастасиуса Грюна и «На борзом коне воевода скакал» (1868) поэта-сатирика Дмитрия Минаева, в русской сказке «Хорошо да худо» из сборника Афанасьева, французском скетче «Английская комедия» (1893), написанном Габриэлем де Лотреком, двоюродным братом художника Тулуз-Лотрека.
Впервые этот сюжет встречается в начале XII века. Примерно в 1115 году Педро Альфонсо подготовил сборник занимательных историй на латыни «Учительная книга клирика». Сюжеты для книги составитель брал из восточной литературы — арабской, персидской, индийской. Сборник широко распространился по средневековой Европе, в том числе в переводах на французский, испанский, английский и немецкий языки. В 22-й главе этой книги рассказывается история о чёрном слуге Маймунде:

Хозяин возвращался с рынка, весьма довольный хорошей выручкой, и увидел, что навстречу ему идёт Маймунд. Опасаясь, что тот, как обычно, хочет сообщить плохие вести, хозяин предупредил:

— Осторожно, Маймунд, не подходи ко мне с плохими вестями!

Слуга ответил:

— Плохих вестей нет, ваша милость, если не считать смерти нашей собаки Биспеллы.

— Отчего же она умерла?

— Наш мул испугался, сорвался с привязи, побежал и затоптал бедняжку копытами.

— А что случилось с мулом?

— Упал в колодец и сдох.

— Чего же он испугался?

— Ваш сын свалился с балкона и разбился насмерть. Это и напугало мула.

— А моя жена? Что с ней?

— Умерла с горя, потеряв сына.

— Кто же смотрит за домом?

— Никто, ведь теперь это груда пепла — и дом, и всё, что в нём было.

— Отчего же случился пожар?

— В ту самую ночь, когда ваша супруга скончалась, служанка забыла погасить поминальную свечу, и пожар охватил весь дом.

— Где же служанка?

— Она стала тушить пожар, балка свалилась ей на голову и убила её.

В советские времена этот сюжет перекочевал в анекдоты про Петьку и Василия Ивановича:

Вызвали Василия Ивановича в штаб в Москву. Подзывает он Петьку:

— Ты, Петька, за порядком следи, да смотри, ежели что случится — вот в эту тетрадь всё записывай!

На том и порешили. Встретили легендарного комдива в Москве с почестями, а всё сердце у него не на месте. На вторую неделю не выдержал, запросился обратно. Приехал, первым делом открыл тетрадь и с облегчением вздохнул, увидев всего одну запись: «Сломалась лопата». Но для порядка всё-таки подозвал Петьку:

— Как так получилось?

— Да псу могилу копали, ну и наткнулись на каменюку.

— Погодь, Трезор сдох, что ли? Ай-яй-яй, как же так-то…

— Так он, сволочь, конины жареной обожрался.

— А где ж он её взял столько-то?!

— Дык конюшня сгорела со всеми конями!

Схватился комдив за голову:

— Нешто беляки?!

— Да какие беляки — Фурманов окурок бросил в сено.

Василий Иванович (уже в полном отчаянии):

— Так он же не курит!!!

— Тут закуришь, когда полковое знамя украли!

## Текст песни (первый куплет)
Оригинальный текст «Tout va très bien, Madame la Marquise»:
«Allô, allô, James, quelles nouvelles?

Absente depuis quinze jours,

Au bout du fil je vous appelle,

Que trouverai-je à mon retour?»

«Tout va très bien, Madame la Marquise,

Tout va très bien, tout va très bien,

Pourtant, il faut, il faut que l’on vous dise,

On déplore un tout petit rien:

Un incident, une bêtise,

La mort de votre jument grise,

Mais, à part ça, Madame la Marquise,

Tout va très bien, tout va très bien!»
Русская версия Александра Безыменского:
— Алло-алло, Джеймс, какие вести?

Давно я дома не была,

Пятнадцать дней, как я в отъезде,

Ну, как идут у нас дела?

— Всё хорошо, прекрасная маркиза,

Дела идут и жизнь легка,

Ни одного печального сюрприза,

За исключением пустяка:

Так, ерунда, пустое дело,

Кобыла ваша околела,

А в остальном, прекрасная маркиза,

Всё хорошо, всё хорошо!

## В массовой культуре
- Мультфильм Роберта Саакянца «Всё хорошо!» 1991 года основан на тексте песни. Мультфильм был сатирой на поздний СССР. В качестве текста диалога персонажей была выбрана сама песня. Песню исполнял М. Погосян.
- Также сюжет «Маркизы» экранизирован в мультфильме В. Котёночкина «Старая пластинка» (1982), где она звучит наряду с пятью другими песнями Леонида Утёсова.
- Мелодия оригинальной «Маркизы» звучит в историко-музыкальном фильме «Бал» (1983) режиссёра Этторе Скола.

## Видео
- Всё хорошо, прекрасная маркиза (Л. Утёсов, Э. Утёсова)
- Tout va très bien, Madame la Marquise
- На иврите
- На немецком
- Все хорошо/ Everything is fine (1991)
- В фильме "Падение Токио" ("Tokyo Shaking", 2021)